# Гакаев, Хусейн Вахаевич
Хусейн Вахаевич Гакаев (чечен. ГакагIеран Вахан Хьусайн; 8 июля 1970, Элистанжи, Веденский район — 24 января 2013, Веденский район) — один из лидеров чеченских сепаратистов, бригадный генерал ВС ЧРИ. В 2006 году (после гибели предыдущих амиров) занимал должность заместителя командира Исламской бригады «Джундуллах». С 2006 года являлся командующим Шалинским сектором Восточного фронта Вооружëнных сил Ичкерии, затем — в структуре террористической организации Кавказский эмират. После реорганизации структуры вилаята Нохчийчоь, занимал должность командующего Восточным направлением Вилаята Нохчийчоь Имарата Кавказ, заместитель главы «ИК» Докку Умарова (с июля 2011 года). Ранее назначался Умаровым министром внутренних дел самопровозглашённой ЧРИ (в 2007 году) и амиром Вилаята Нохчийчоь ИК (в 2010 году). В 2010 году вышел из подчинения Умарова и на встрече чеченских полевых командиров был провозглашен главой ЧРИ, амиром ЧРИ («Амиром Нохчийчоь»), но в 2011 году вновь присягнул Умарову.

## Биография
Родился в селе Элистанжи Веденского района Чечено-Ингушской АССР 8 июля 1970 года.
Гакаев и его братья участвовали в обоих войнах, проходивших в 1990-е и 2000-е годы в Чечне. Во время войны 1994—1996 годов Гакаев входил в подразделения Центрального фронта вооруженных сил самопровозглашенной Чеченской Республики Ичкерия (ЧРИ). Тогда же погибли старшие братья Хусейна Джамалай и Сайд-Усман. Ещё два брата Гакаевых были убиты во второй войне в начале 2000-х годов: в 2001 году погиб Хасан Гакаев, третий по старшинству из братьев Гакаевых.
Во вторую чеченскую войну Доку Умаровым Гакаев был назначен командующим Шалинским сектором Восточного фронта ВС ЧРИ / ИК. Заместителем командующего Шалинским сектором ВФ являлся младший брат Хусейна — Муслим, позывной «Дунга».
Также назначен заместителем командующего Восточным фронтом ВС Имарата Кавказ (назначен Доку Умаровым по рекомендации командующего ВФ Амира Асламбека).
В последнем Кабинете министров бывшей ЧРИ под председательством Доку Умарова Хусейн Гакаев занимал пост министра внутренних дел (с 7 марта по 7 октября 2007 года). Эту же должность он занимал и в Имарате Кавказ (с 7 октября 2007 года).
В августе 2009 года президент Чечни Рамзан Кадыров поручил силовым структурам в кратчайшие сроки «ликвидировать Хусейна и Муслима Гакаевых, а также лидера кавказских сепаратистов Доку Умарова как непосредственных организаторов террористических актов с участием смертников».
Министр внутренних дел Чечни Руслан Алханов, основные цели на начало 2010 года: «Найти Доку Умарова, братьев Гакаевых — Муслима и Хусейна, а также их ближайших пособников. Эти бандиты отличаются особой жестокостью. На их счету многочисленные теракты, убийства как мирных жителей, так и милиционеров».
В июле 2010 года Доку Умаров назначил Гакаева валием вилаята Нохчийчоь (Ичкерия) Имарата Кавказ.
20 сентября 2010 года Доку Умаров своим указом лишил Гакаева званий и отстранил от командования, приговорив к шариатскому суду.
7 октября 2010 года большинство чеченских полевых командиров избрали Гакаева на должность амира Нохчийчоь (Чечня).
В июле 2011 года на прошедшем заседании Шариатского Суда, где по приказу Доку Умарова, назначен заместителям вилайята Нохчийчоь.

## Семья
Вместе со своим братом Муслимом, также командиром, был последним из остававшихся в живых братьев Гакаевых. Также известно, что в ходе боевых действий ранее погибли четверо братьев Хусейна — Джамалай, Саид-Усман, Хасан и Ризван.

## Ликвидация
24 января 2013 года в ходе спецоперации на территории Веденского района Чеченской Республики по данным МВД РФ были уничтожены 11 боевиков, в числе которых был Хусейн Гакаев со своим братом Муслимом. Позднее гибель Гакаевых была подтверждена и чеченскими боевиками.